# Campephilus gayaquilensis
Campephilus gayaquilensis là một loài chim trong họ Picidae.